# 革労協書記長内ゲバ殺人事件
革労協書記長内ゲバ殺人事件（かくろうきょうしょきちょううちゲバさつじんじけん）とは、1977年（昭和52年）2月11日に茨城県取手市で発生した内ゲバ殺人事件。

## 事件の概要
日本の新左翼の革労協（社青同解放派）と革マル派は、1973年（昭和48年）9月15日の神奈川大学での内ゲバ事件以降、血みどろの内ゲバ殺人を繰り返していた。この事件の被害者である笠原正義（組織名：中原一）は、革労協の主要幹部で書記局長を務めていた。
1977年（昭和52年）2月11日午後7時25分頃、茨城県取手市の国鉄常磐線取手駅西口前の路上で、革マル派メンバーは笠原が乗っている自動車の前後に車を割り込ませて取り囲み、鉄パイプを振り下ろして笠原を滅多打ちにした後、逃走した。笠原は松戸市立病院に搬送されたが、翌12日午前10時20分に死亡した。
2月21日付の革マル派機関紙「解放」で、革マル派は事実上の犯行声明を出した。茨城県警察は、革マル派による内ゲバ殺人事件と断定した。
革労協は「革マル派の解体」を掲げ、報復を宣言した。実際に革労協は2ヵ月後に浦和車両放火内ゲバ殺人事件を起こし、革マル派構成員4人を焼き殺している。